# Cinquième circonscription de la préfecture d'Okayama
La cinquième circonscription de la préfecture d'Okayama (岡山県第5区, Okayama-ken dai-go-ku) est une ancienne circonscription législative de la préfecture d'Okayama au Japon. Elle comptait 263 584 électeurs en date du 1er septembre 2021.

## Description géographique
La cinquième circonscription de la préfecture d'Okayama regroupait une petite partie de Kurashiki et Maniwa, la moitié ouest du bourg de Kibichūō, les villes de Kasaoka, Ibara, Sōja, Takahashi, Niimi et Asakuchi ainsi que les districts d'Oda et Asakuchi.

## Députés
| Législature | Début de mandat | Fin de mandat | Député élu            |  | Parti politique |
| ----------- | --------------- | ------------- | --------------------- |  | --------------- |
| 41e         | 1996            | 2000          | Yoshitaka Murata (ja) |  | PLD             |
| 42e         | 2000            | 2003          | Yoshitaka Murata (ja) |  | PLD             |
| 43e         | 2003            | 2005          | Yoshitaka Murata (ja) |  | PLD             |
| 44e         | 2005            | 2009          | Yoshitaka Murata (ja) |  | PLD             |
| 45e         | 2009            | 2012          | Katsunobu Katō        |  | PLD             |
| 46e         | 2012            | 2014          | Katsunobu Katō        |  | PLD             |
| 47e         | 2014            | 2017          | Katsunobu Katō        |  | PLD             |
| 48e         | 2017            | 2021          | Katsunobu Katō        |  | PLD             |
| 49e         | 2021            | -             | Katsunobu Katō        |  | PLD             |